# Nastocerus brevipennis
Nastocerus brevipennis är en skalbaggsart som först beskrevs av Leon Fairmaire 1903.  Nastocerus brevipennis ingår i släktet Nastocerus och familjen långhorningar.
Artens utbredningsområde är Madagaskar. Inga underarter finns listade i Catalogue of Life.